# Nazionale femminile di pallamano del Giappone
La nazionale di pallamano femminile del Giappone rappresenta il Giappone nelle competizioni internazionali e la sua attività è gestita dalla Japan Handball Association (in giapponese:  日本ハンドボール協会?). La rappresentativa ha vinto l'edizione 2004 dei campionati continentali, a cui partecipa dal 1987.

## Palmarès

### Campionati Asiatici
- 2004
- 1991, 2000, 2015, 2017
- 1987, 1989, 1995, 1997, 1999, 2006, 2008, 2012